# IBM Research – Brazil
IBM Research - Brasil é um dos doze laboratórios de pesquisa que compõem a IBM Research, seu primeiro na América do Sul. Foi criada em junho de 2010, com localizações em São Paulo e Rio de Janeiro. A pesquisa se concentra em Tecnologia e Ciência Industrial, Sistemas de Engajamento e Insight, Análise de Dados Sociais e Soluções de Recursos Naturais.
A IBM Research – Brazil vem trabalhando em uma plataforma para dar suporte a dados de cientistas cidadão crowdsourced. Seu laboratório de pesquisa em São Paulo desenvolveu um portal e aplicativo móvel como forma de obter mais conhecimento sobre a biodiversidade na floresta amazônica.